# Raïon de Tyvriv
Le raïon de Tyvriv (ukrainien : Тиврівський район) est une subdivision administrative de l'oblast de Vinnytsia, dans l'Ouest de l'Ukraine. Son centre administratif est la ville de Tyvriv.